# 2018年のパシフィック・リーグクライマックスシリーズ
2018年のパシフィック・リーグクライマックスシリーズは、2018年10月に開催されたプロ野球パシフィック・リーグのクライマックスシリーズである。

## 概要
本大会はSMBC日本シリーズ2018出場権をかけたプレーオフトーナメント。

### ファーストステージ
レギュラーシーズン2位の福岡ソフトバンクホークスと3位の北海道日本ハムファイターズが3戦2勝先取制で争い、勝者がファイナルステージに進出する。このチームの組み合わせはプレーオフを含めて5回目であるが、1stステージで戦うのは初。 
会期：10月13日から10月15日
球場：福岡ヤフオク!ドーム

### ファイナルステージ
レギュラーシーズン1位（1勝分のアドバンテージが与えられる）の埼玉西武ライオンズとファーストステージ勝者の福岡ソフトバンクホークスが6戦4勝先取制で争い、勝者がSMBC日本シリーズ2018への出場権を得る。このチームの組み合わせはプレーオフを含めて5度目だが、ファイナルステージでの西武ドーム開催は初。 
会期：10月17日から10月21日※第5戦で決着がついたため、当初予定より1日早終了。
球場：メットライフドーム

### 冠スポンサー
今大会は、この年からパシフィック・リーグのオフィシャルスポンサーとなった、労働者派遣などを手掛けるパーソルホールディングスがタイトルスポンサーとなり、「パーソル クライマックスシリーズ パ」の名称で施行される。

### トーナメント表
|  | 1stステージ（準決勝） | 1stステージ（準決勝） |                                  |        | ファイナルステージ（決勝） | ファイナルステージ（決勝） |
|  |                       |                       |                                  |        |                            |                            |
|  |                       |                       |                                  |        |                            |                            |
|  |                       |                       |                                  |        |                            |                            |
|  |                       |                       |                                  |        |                            |                            |
|  |                       |                       | （6戦4勝制） メットライフドーム  |        |                            |                            |
|  |                       |                       |                                  |        |                            |                            |
|  | 西武（パ優勝）        | ☆●○●●●                |                                  |        |                            |                            |
|  | 西武（パ優勝）        | ☆●○●●●                | （3戦2勝制） 福岡ヤフオク!ドーム |        |                            |                            |
|  |                       |                       | ソフトバンク                     | ★○●○○○ |                            |                            |
|  | ソフトバンク（パ2位） | ○●○                   | ソフトバンク                     | ★○●○○○ |                            |                            |
|  | ソフトバンク（パ2位） | ○●○                   |                                  |        |                            |                            |
|  | 日本ハム(パ3位）      | ●○●                   |                                  |        |                            |                            |
|  | 日本ハム(パ3位）      | ●○●                   |                                  |        |                            |                            |
|  |                       |                       |                                  |        |                            |                            |
|  |                       |                       |                                  |        |                            |                            |
|  |                       |                       |                                  |        |                            |                            |
|  |                       |                       |                                  |        |                            |                            |

☆・★=ファイナルステージのアドバンテージによる1勝・1敗分

## 試合結果

### ファーストステージ
| 日付                           | 試合  | ビジター球団（先攻）       | スコア | ホーム球団（後攻）       | 開催球場            |
| 10月13日（土）                 | 第1戦 | 北海道日本ハムファイターズ | 3 - 8  | 福岡ソフトバンクホークス | 福岡ヤフオク!ドーム |
| 10月14日（日）                 | 第2戦 | 北海道日本ハムファイターズ | 4 - 2  | 福岡ソフトバンクホークス | 福岡ヤフオク!ドーム |
| 10月15日（月）                 | 第3戦 | 北海道日本ハムファイターズ | 2 - 5  | 福岡ソフトバンクホークス | 福岡ヤフオク!ドーム |
| 勝者：福岡ソフトバンクホークス |       |                            |        |                          |                     |

#### 第1戦 10月13日
|              | 1 | 2 | 3 | 4 | 5 | 6 | 7 | 8 | 9 | R | H  | E |
| ------------ | - | - | - | - | - | - | - | - | - | - | -- | - |
| 日本ハム     | 1 | 0 | 0 | 2 | 0 | 0 | 0 | 0 | 0 | 3 | 7  | 0 |
| ソフトバンク | 5 | 0 | 2 | 0 | 0 | 1 | 0 | 0 | X | 8 | 12 | 0 |

1. 開始：13時01分 試合時間：3時間35分 観衆：35,301人[2]
2. 日：●上沢（3回）- 公文（1回）- 井口（1回）- 加藤（1回）- トンキン（1回）- 堀（1回）
3. ソ：ミランダ（3回1/3）- ○武田（2回2/3）- 石川（1回）- 加治屋（1回）- 森（1回）
4. 勝利：武田（1勝）
5. 敗戦：上沢（1敗）
6. 本塁打
日：近藤1号（1回ソロ・ミランダ）
ソ：デスパイネ1号（1回満塁・上沢）、甲斐1号（3回2ラン・上沢）

ソフトバンクはシーズン途中に加入し6勝を挙げたミランダ、日本ハムは自身初の2桁11勝の上沢が先発。日本ハムは1回表2アウトから近藤の本塁打で1点先制する。しかしその裏、ソフトバンクは先頭上林の2塁打をきっかけに無死満塁のチャンスで柳田の適時打で同点とすると、なおも無死満塁でデスパイネがグランドスラムを放ち、この回一挙5点を挙げ逆転に成功する。3回裏には1死2塁のチャンスで甲斐の2ラン本塁打で2得点。上沢はこの回でKOされた。日本ハムは4回表、制球が乱れたミランダから1死満塁の好機をつくると、中島、西川の連続押し出し四球で2点を返す。なおも満塁のチャンスだったが、ミランダから代わった武田に対し大田、近藤と凡退し、この回は押し出しによる2得点に終わる。6回裏、ソフトバンクは2死無走者から明石、中村の連打の後、日本ハム4番手加藤の暴投で1点を入れ、その後は石川、加治屋、森の継投で逃げ切り、ファイナルステージ進出へ王手を賭けた。敗れた日本ハムはシーズンソフトバンク戦4勝の上沢が3回7失点の誤算。打線も5回以降わずか2安打と沈黙した。

#### 第2戦 10月14日
|              | 1 | 2 | 3 | 4 | 5 | 6 | 7 | 8 | 9 | R | H | E |
| ------------ | - | - | - | - | - | - | - | - | - | - | - | - |
| 日本ハム     | 0 | 0 | 1 | 1 | 0 | 0 | 0 | 2 | 0 | 4 | 7 | 0 |
| ソフトバンク | 0 | 0 | 0 | 1 | 0 | 0 | 1 | 0 | 0 | 2 | 6 | 1 |

1. 開始：13時00分 試合時間：3時間32分 観衆：38,125人[3]
2. 日：○マルティネス（7回）- 宮西（1回）- Ｓ石川直（1回）
3. ソ：千賀（6回）- 嘉弥真（0回1/3）- スアレス（0回2/3）- ●加治屋（0回2/3）- 大竹（1回1/3）
4. 勝利：マルティネス（1勝）
5. セーブ：石川直（1セーブ）
6. 敗戦：加治屋（1敗）
7. 本塁打
日：横尾1号（3回ソロ・千賀）
ソ：中村晃1号（4回ソロ・マルティネス）

ファイナルステージ進出に王手を賭けているソフトバンクは千賀、後がなくなった日本ハムはマルティネスが先発した。3回表、日本ハムは1死から横尾のソロ本塁打で1点先制する。4回表には相手失策もあり1死1.3塁のチャンスを作ると、ここでアルシアの適時打が飛び出し、1点を追加する。ソフトバンクは4回裏、先頭の中村のソロ本塁打で1点を返す。その後は両投手の好投で点が入らなかったが7回裏、ソフトバンクは2死3塁のチャンスで、高田の適時打で同点に追いつく。しかし日本ハムは8回表、2死2塁のチャンスから大田の適時二塁打で勝ち越すと、続く近藤も適時二塁打を放ち、この回2点を入れる。その後は先発マルティネスから宮西、石川直の継投で逃げ切り、ファイナルステージ進出に逆王手を賭けた。先発のマルティネスは7回2失点の好投でCS初登板初勝利。一方ソフトバンクは4番手の加治屋が踏ん張れず、打線も6安打2得点に終わった。

#### 第3戦 10月15日
|              | 1 | 2 | 3 | 4 | 5 | 6 | 7 | 8 | 9 | R | H  | E |
| ------------ | - | - | - | - | - | - | - | - | - | - | -- | - |
| 日本ハム     | 0 | 1 | 0 | 0 | 0 | 1 | 0 | 0 | 0 | 2 | 8  | 1 |
| ソフトバンク | 1 | 0 | 0 | 2 | 0 | 2 | 0 | 0 | × | 5 | 12 | 1 |

1. 開始：18時01分 試合時間：3時間46分 観衆：34,794人[4]
2. 日：●杉浦（3回1/3）- 井口（0回2/3）- 公文（1回）- トンキン（0回）- 堀（1回1/3）- 浦野（1回2/3）
3. ソ：東浜（4回）- ○石川（2回）- 嘉弥真（1回）- 加治屋（1回）- Ｓ森（1回）
4. 勝利：石川（1勝）
5. セーブ：森（1セーブ）
6. 敗戦：杉浦（1敗）
7. 本塁打
日：横尾2号（2回ソロ・東浜）
ソ：明石1号（1回ソロ・杉浦）、デスパイネ2号（4回ソロ・杉浦）、松田宣1号（4回ソロ・井口）、デスパイネ3号（6回ソロ・トンキン）、中村晃2号（6回ソロ・トンキン）

ファーストステージ最終戦はソフトバンクは東浜、日本ハムは杉浦の先発。1回裏、ソフトバンクは明石のソロ本塁打で先制するが2回表、日本ハムは横尾が2試合連続となるソロ本塁打で同点に追いつく。4回裏、ソフトバンクは先頭のデスパイネがソロ本塁打を放ち勝ち越すと、1死後日本ハムは先発杉浦から2番手井口に交代。しかしその井口から、このシリーズ安打のなかった松田のソロ本塁打でさらに1点を追加する。6回表、日本ハムは前の回から登板した2番手石川から1死3塁のチャンスを作り、近藤の適時打で1点差とする。日本ハムはその後4番手トンキンをマウンドに送るが、先頭のデスパイネの2打席連続となるソロ本塁打、さらに続く中村もソロ本塁打を放ち2点。トンキンはわずか5球、1死もとれず交代となった。突き放したソフトバンクはその後はリリーフ陣が好投し、5年連続となるファイナルステージ進出を決めた。日本ハムは投手陣が合計5被弾を喫し、打線は5回、6回、7回と3イニング連続でチャンスを作るが、その内得点につながったのは6回の1点のみで好機を生かしきれず、ファーストステージ敗退となった。
なお、日本ハムにとってはこの年が一軍の本拠地を札幌ドームからエスコンフィールドHOKKAIDOに移転する前に出場した最後のCSとなった。また、日本ハムはこの年が平成では最後のCS出場となり、本拠地移転後および元号が令和になってからのCS初出場は2024年となった。

### ファイナルステージ
| 日付                           | 試合           | ビジター球団（先攻）     | スコア | ホーム球団（後攻） | 開催球場           |
| アドバンテージ                 | アドバンテージ | 福岡ソフトバンクホークス |        | 埼玉西武ライオンズ |                    |
| 10月17日（水）                 | 第1戦          | 福岡ソフトバンクホークス | 10 - 4 | 埼玉西武ライオンズ | メットライフドーム |
| 10月18日（木）                 | 第2戦          | 福岡ソフトバンクホークス | 5 - 13 | 埼玉西武ライオンズ | メットライフドーム |
| 10月19日（金）                 | 第3戦          | 福岡ソフトバンクホークス | 15 - 4 | 埼玉西武ライオンズ | メットライフドーム |
| 10月20日（土）                 | 第4戦          | 福岡ソフトバンクホークス | 8 - 2  | 埼玉西武ライオンズ | メットライフドーム |
| 10月21日（日）                 | 第5戦          | 福岡ソフトバンクホークス | 6 - 5  | 埼玉西武ライオンズ | メットライフドーム |
| 勝者：福岡ソフトバンクホークス |                |                          |        |                    |                    |

#### 第1戦 10月17日
|              | 1 | 2 | 3 | 4 | 5 | 6 | 7 | 8 | 9 | R  | H  | E |
| ------------ | - | - | - | - | - | - | - | - | - | -- | -- | - |
| ソフトバンク | 1 | 0 | 0 | 5 | 0 | 1 | 3 | 0 | 0 | 10 | 16 | 1 |
| 西武         | 0 | 0 | 2 | 1 | 0 | 1 | 0 | 0 | 0 | 4  | 8  | 1 |

1. 開始：18時01分 試合時間：3時間25分 観衆：31,961人[5]
2. ソ：○バンデンハーク（6回）- 武田（1回）- 嘉弥真（0回2/3）- 加治屋（0回1/3）- 森（1回）
3. 西：●菊池（5回）- 十亀（1回）- 平井（0回1/3）- 小川（0回2/3）- 武隈（2回）
4. 勝利：バンデンハーク(1勝)
5. 敗戦：菊池(1敗)
6. 本塁打
西：栗山1号（4回ソロ・バンデンハーク）、山川1号（6回ソロ・バンデンハーク）

ファイナルステージ初戦は西武は菊池、ソフトバンクはバンデンハークが先発した。1回表、ソフトバンクは2死3塁のチャンスで柳田の適時打で1点を先制する。3回裏、西武は2死1塁から源田の適時三塁打で同点に追いつくと、続く浅村も適時打を放ち逆転に成功する。しかし4回表、ソフトバンクは2死満塁のチャンスをつくると、この試合で1番に起用された川島が適時打を放ち2得点、さらに続く上林の適時三塁打、グラシアルも適時打を放ちこの回5点を入れ逆転した。西武はその裏、先頭の栗山のソロ本塁打で1点を返す。6回表、ソフトバンクはグラシアルの適時打で1点を入れる。その裏西武も山川のソロ本塁打で1点を返す。しかし7回表、ソフトバンクは1死満塁のチャンスで代打長谷川、川島の連続適時打で3点を追加し、試合を決めた。一方西武は先発菊池が6失点と試合をつくれず。リリーフ陣もソフトバンクの勢いを止められなかった。

#### 第2戦 10月18日
|              | 1 | 2 | 3 | 4 | 5 | 6 | 7 | 8 | 9 | R  | H  | E |
| ------------ | - | - | - | - | - | - | - | - | - | -- | -- | - |
| ソフトバンク | 0 | 3 | 2 | 0 | 0 | 0 | 0 | 0 | 0 | 5  | 8  | 1 |
| 西武         | 3 | 4 | 1 | 0 | 0 | 1 | 4 | 0 | × | 13 | 11 | 1 |

1. 開始：18時00分 試合時間：3時間30分 観衆：31,106人[6]
2. ソ：●ミランダ（2回）- 大竹（0回2/3）- 高橋礼（2回2/3）- 寺原（2回2/3）
3. 西：○多和田（6回）- 増田（1回）- マーティン（1回）- ヒース（1回）
4. 勝利：多和田（1勝）
5. 敗戦：ミランダ（1敗）
6. 本塁打
西：栗山2号（1回3ラン・ミランダ）、浅村1号（2回3ラン・ミランダ）

西武はシーズン最多勝の多和田、ソフトバンクはミランダの先発となった。1回裏、西武は2死1.3塁のチャンスで栗山の3ラン本塁打で3点を先制するが、2回表、ソフトバンクは2死1.3塁のチャンスで高田と甲斐の連続適時打に加え、相手失策もあり3点を入れ同点に追いつく。しかしその裏、西武は2死1.2塁のチャンスで源田の適時打で勝ち越すと、続く浅村が3ラン本塁打を放ち、この回4点を入れた。3回表、ソフトバンクも1死満塁から中村の適時打で2点を返すもその裏、西武は2死1.2塁から再び源田の適時打で1点を追加する。その後が両チーム投手が好投するが、6回裏西武は1死満塁から栗山の適時打で1点、7回裏も1死1.2塁から秋山の適時打、さらに2死満塁から相手失策と栗山がこの試合6打点目となる適時打で突き放し、終わってみれば11安打13得点で快勝し、西武がアドバンテージを含め2勝1敗とリードした。ソフトバンクは先発のミランダが2回7失点と試合をつくれなかった。

#### 第3戦 10月19日
|              | 1 | 2 | 3 | 4 | 5 | 6 | 7 | 8 | 9 | R  | H  | E |
| ------------ | - | - | - | - | - | - | - | - | - | -- | -- | - |
| ソフトバンク | 0 | 0 | 4 | 3 | 5 | 1 | 0 | 0 | 2 | 15 | 16 | 0 |
| 西武         | 0 | 0 | 0 | 1 | 0 | 0 | 2 | 1 | 0 | 4  | 8  | 1 |

1. 開始：18時01分 試合時間：3時間25分 観衆：31,961人[7]
2. ソ：○千賀（5回）- モイネロ（1回）- 大竹（1回）- 椎野（2回）
3. 西：●榎田（3回）- 十亀（2回）- 武隈（3回）- 野田（1回）
4. 勝利：千賀（1勝）
5. 敗戦：榎田（1敗）
6. 本塁打
ソ：上林1号（3回3ラン・榎田）、内川1号（6回ソロ・武隈）
西：山川2号（4回ソロ・千賀）、外崎1号（7回2ラン・大竹）

西武は今シーズン阪神から移籍し、自身初の2桁勝利をあげた榎田、ソフトバンクは規定投球回未到達も13勝の千賀が先発。2回まで両チーム無得点だったが3回表、ソフトバンクは1死2.3塁のチャンスで上林が3ラン本塁打、さらに2死1.3塁から中村の適時打で一挙4点を先制する。その裏、西武は2死1.2塁のチャンスで源田が安打を放つも上林の好返球により得点できず。4回表、ソフトバンクは2番手十亀に対し、1死1塁から川島の適時二塁打、さらに1死2塁で上林の適時打、1死満塁からデスパイネの犠牲フライで3点を追加する。その裏、西武は山川のソロ本塁打で1点を返すも、5回表、ソフトバンクは攻撃の手を緩めず相手失策に加え上林、グラシアル、柳田の3連続適時打でさらに5点を入れる。6回表は、このステージから復帰した内川のソロ本塁打で1点追加。7回裏、西武は外崎の2ラン本塁打で2点、8回裏は栗山の適時打で1点を返す。しかし9回表、ソフトバンクは制球の定まらない4番手野田から2死満塁のチャンスを作ると、デスパイネの適時打で2点を入れ試合を決め、ソフトバンクが2勝2敗のタイに戻した。西武は先発榎田が3回4失点で降板。2番手十亀も2回8失点と投手陣が崩壊した。

#### 第4戦 10月20日
|              | 1 | 2 | 3 | 4 | 5 | 6 | 7 | 8 | 9 | R | H  | E |
| ------------ | - | - | - | - | - | - | - | - | - | - | -- | - |
| ソフトバンク | 2 | 2 | 0 | 0 | 0 | 0 | 4 | 0 | 0 | 8 | 11 | 0 |
| 西武         | 0 | 0 | 2 | 0 | 0 | 0 | 0 | 0 | 0 | 2 | 5  | 0 |

1. 開始：14時00分 試合時間：3時間31分 観衆：32,170人[8]
2. ソ：東浜（4回） - ○武田（2回）- 石川（1回）- 加治屋（1回）- 森（1回）
3. 西：●今井（4回2/3）- 小川（0回1/3） - 平井（1回）- 増田（0回1/3）- マーティン（0回2/3）- 郭（2回）
4. 勝利：武田（1勝）
5. 敗戦：今井（1敗）
6. 本塁打
ソ：柳田1号（1回2ラン・今井）、甲斐1号（2回2ラン・今井）
西：木村1号（3回2ラン・東浜）

勝った方が日本シリーズ進出に王手を賭ける第4戦は西武は今井、ソフトバンクは東浜が先発した。1回表、ソフトバンクは2死無走者からグラシアルが四球で出塁の後柳田の2ラン本塁打で2点を先制する。続く5番打者デスパイネへの初球で、空振りしたバットのフォロースルーが森の左手首を直撃し森が負傷交代する。2回表も再び2死無走者から西田がセーフティバントで出塁した後甲斐の2ラン本塁打でさらに2点を追加する。3回裏、西武は先頭打者外崎の二塁打で無死2塁から木村の2ラン本塁打で2点を返す。その後は両チーム毎回走者を出しながらも投手陣が踏ん張るが、7回表ソフトバンクは3四球で2死満塁の好機を作ると、デスパイネの遊撃適時内野安打、中村の押し出し四球で2点。さらに続く満塁から内川の2点適時打でこの回4点を入れ、西武を突き放した。投げては先発の東浜から武田、石川、加治屋、森とつなぎ、石川以降は加治屋が1四球を与えたのみで無安打に抑えゲームセット。ソフトバンクが2年連続日本シリーズ進出に王手を賭けた。西武は先発の今井が初回、2回と簡単に2死を奪いながら2ラン本塁打を浴びたのが響き、打線も初回に森の負傷交代もあり、わずか5安打に封じられた。

#### 第5戦 10月21日
|              | 1 | 2 | 3 | 4 | 5 | 6 | 7 | 8 | 9 | R | H  | E |
| ------------ | - | - | - | - | - | - | - | - | - | - | -- | - |
| ソフトバンク | 3 | 0 | 0 | 0 | 0 | 1 | 0 | 2 | 0 | 6 | 12 | 0 |
| 西武         | 0 | 0 | 0 | 0 | 2 | 1 | 0 | 1 | 1 | 5 | 9  | 0 |

1. 開始：13時01分 試合時間：3時間26分 観衆：31,532人[9]
2. ソ：高橋礼（4回2/3） - モイネロ（1回）- ○石川（1回1/3）- 加治屋（1回）- Ｓ森（1回）
3. 西：●ウルフ（5回2/3）- 平井（0回1/3）- 小川（0回2/3） - 増田（0回1/3）- マーティン（1回）- ヒース（1回）
4. 勝利：石川（1勝）
5. セーブ：森(1セーブ)
6. 敗戦：ウルフ（1敗）
7. 本塁打
ソ：柳田2号（6回ソロ・ウルフ）
西：浅村2号（6回ソロ・モイネロ）、中村1号（9回ソロ・森）

後がなくなった西武はシーズン4勝のウルフ、日本シリーズ進出に王手を賭けているソフトバンクはドラフト2位ルーキー高橋が先発した。1回表、ソフトバンクは無死満塁のチャンスで柳田が走者一掃の適時二塁打で3点を先制する。先発の高橋は3回まで西武打線をパーフェクトに抑え、4回は初ヒットを許し2死1.2塁のピンチを背負うも栗山を三振に取り無得点に抑える。しかし5回裏、西武は無死1.3塁から第4戦で負傷退場した森の適時打で1点を返すと、なおも続く無死1.3塁からメヒアの併殺打の間に1点を返す。その後2死からこのシリーズ不振の秋山が2本目の安打で出塁すると、源田の打席で秋山が盗塁を試みるもアウトとなる。辻監督はリクエストを要求し、10分近くの検証が行われるも判定は変わらず。すると6回表、ソフトバンクは先頭の柳田がソロ本塁打を放ち2点差とする。6回裏、西武は1死から浅村のソロ本塁打で再び1点差とする。8回表、ソフトバンクは2死1.2塁から上林の適時三塁打で決定的な2点を入れる。西武もその裏に1死3塁から浅村の内野ゴロの間に1点、9回裏も2死から中村のソロ本塁打で1点差とするも最後は森が内野ゴロに倒れ、ソフトバンクは2年連続の日本シリーズ進出を決めた。一方西武はこのシリーズ5試合で44失点と投手陣の崩壊が響き、頼みの打線も秋山、山川、中村といった中心選手が打率1割台と不振で、クライマックスシリーズは2010年のファーストステージから6連続で敗退となった。
ソフトバンクは、球団初のシーズン2位からの日本シリーズ進出となり、パ･リーグでは2010年ソフトバンク以来2度目のレギュラーシーズン優勝チームの敗退となった。また、ソフトバンクはリーグ優勝の西武を下しての日本シリーズ進出で下克上によるものだったが、2004年のプレーオフではリーグ2位の西武がリーグ1位のダイエーを下して日本シリーズに進出しており、その14年後の今シリーズは逆の立場で下克上となったがクライマックスシリーズ及び前身のプレーオフにおいて同じ対戦の組み合わせで逆の順位となって相手を倒して日本シリーズに進出するいわゆる下克上返しを決めたのは史上初の出来事となった。2004年から始まったプレーオフ、2007年からクライマックスシリーズと名を改めてからも長きに渡り苦しんできたがその最初の相手が西武だった。そして今回その西武を下し14年越しのリベンジを果たした。

## 表彰選手
- クライマックスシリーズMVP
  - 柳田悠岐（福岡ソフトバンクホークス）

## 記録

### 累積記録
- 個人通算最多安打：47（内川聖一 - ソフトバンク）
- 個人通算最多打点：26（内川聖一 - ソフトバンク）
  - 10月20日、第4戦7回表の適時打で2打点を挙げ同時に記録更新。それまでの最多記録保持者はいずれも和田一浩（西武→中日、通算46安打24打点）[11]。
- 個人通算最多試合出場：48（松田宣浩 - ソフトバンク）
  - 10月20日、第4戦に途中出場し、それまでの最多記録保持者井端弘和（中日→巨人）の46を抜き単独首位となる[11]。翌21日も途中出場し記録を48に伸ばす。

### ファーストステージ
- 1試合最多本塁打数：5本（ソフトバンク）
  - 10月15日第3戦で記録。CSでは、2007年大会ファイナル第2戦のロッテ・2017年大会1st第2戦のDeNAに並ぶタイ記録[12]

### ファイナルステージ
- 1試合最多得点：15（ソフトバンク）
  - 10月19日第3戦で記録。CSでは、2013年大会1st第2戦の西武に並ぶタイ記録[13]。
- 個人通算最多打点：10（上林誠知 - ソフトバンク）
  - 1ステージのみの通算打点として2009年大会・第2ステージ(当時)のターメル・スレッジ（日本ハム）に並ぶタイ記録（2ステージ通算の最高記録はアレックス・カブレラ（西武）がプレーオフ時代の2004年に記録した13）[14]。
- 個人通算最多3塁打：3（上林誠知 - ソフトバンク）
  - ファイナルステージ第1、3、5戦で記録。同一年のポストシーズンにおける3塁打3本は史上最多[14]。
- 個人1試合最多打点：6 （栗山巧 - 西武、上林誠知 - ソフトバンク）
  - 栗山は第2戦、上林は第3戦でそれぞれ記録。いずれも最多タイ記録[15]。
- チーム通算最多得点：44（ソフトバンク）
  - 従来のCS1ステージでのチーム最多得点記録は、2008年大会の第2ステージ(当時)で西武が5試合で挙げた32、日本シリーズを含めると1963年の日本シリーズにおいて巨人が7試合で挙げた40が最多であったが、いずれも上回りポストシーズン新記録となった[16][17]。
- チーム通算最多安打：63（ソフトバンク）
  - 5試合通算。従来の記録は、2012年クライマックスセ第2ステージの中日による58安打（6試合）[11]。

## テレビ・ラジオ放送およびネット配信

### テレビ放送

#### ファーストステージ放送日程
第1戦（10月13日）
- NHK BS1
  - 放送時間：13:00 - 16:49（マルチチャンネルを実施し、メインチャンネル〈101ch〉で放送）
  - 放送時間：16:49 - 16:50（マルチチャンネルを実施し、サブチャンネル〈102ch〉で放送、番組全体で20分延長）
- FOXスポーツ&エンターテイメント≪有料BS≫
  - 放送時間：12:45 - 17:00（再放送：翌1:00 - 6:00）
- TOKYO MX（MX）≪地上波、東京都ローカル≫
  - 放送時間：（MX2）13:00 - 18:00
- テレビ西日本（TNC、フジテレビ系）≪地上波、福岡県ローカル≫
  - 放送時間：13:00 - 16:00（最大延長17:30）[18]
- 北海道文化放送（UHB、フジテレビ系）≪地上波、北海道ローカル≫
  - 放送時間：13:00 - 16:00（最大延長17:30）[19]

第2戦（10月14日）
- BS朝日
  - 放送時間：13:00 - 16:50（50分延長）
- FOXスポーツ&エンターテイメント≪有料BS≫
  - 放送時間：12:45 - 17:00（再放送：23:30 - 翌4:30）
- TOKYO MX（MX）≪地上波、東京都ローカル≫
  - 放送時間：（MX2）13:00 - 18:00
- TVQ九州放送（TVQ、テレビ東京系）≪地上波、福岡県ローカル≫
  - 放送時間：12:30 - 16:00[20]
- 札幌テレビ放送（STV、日本テレビ系）≪地上波、北海道ローカル≫
  - 放送時間：13:00 - 15:55（最大延長16:55）[21]

第3戦（10月15日）
- NHK BS1
  - 放送時間：18:00 - 21:49（マルチチャンネルを実施し、メインチャンネル〈101ch〉で放送）
  - 放送時間：21:49 - 22:05（マルチチャンネルを実施し、サブチャンネル〈102ch〉で放送、番組全体で35分延長）
- FOXスポーツ&エンターテイメント≪有料BS≫
  - 放送時間：17:45 - 22:00（再放送：23:00 - 翌4:00）
- TOKYO MX（MX）≪地上波、東京都ローカル≫
  - 放送時間：（MX2）18:00 - 22:00
- 北海道テレビ（HTB、テレビ朝日系列）≪地上波、北海道ローカル≫　
  - 放送時間：18:15 - 21:54[22]
- 九州朝日放送（KBC、テレビ朝日系列）≪地上波、福岡県ローカル≫
  - 放送時間
    - 第1部：18:15 - 19:00
    - 第2部：19:00 - 21:54

#### ファイナルステージ放送日程
第1戦（10月17日）
- テレビ埼玉（TVS）≪地上波、埼玉県ローカル≫[23]
  - 放送時間：18:00 - 21:30
- RKB毎日放送≪地上波・TBS系列、福岡県ローカル≫[24]
  - 放送時間：18:15 - 21:00
- NHK BS1[25]
  - 放送時間：18:00 - 21:37（7分延長。マルチ編成を実施し、サブチャンネル〈102ch〉で放送）
- フジテレビTWO ドラマ・アニメ≪有料CS≫[26]
  - 放送時間：17:50 - 23:00

第2戦（10月18日）
- テレビ西日本≪地上波・フジテレビ系列、福岡県ローカル≫[27]
  - 放送時間：19:00 - 21:00
- NHK BS1[28]
  - 放送時間：18:00 - 21:45（15分延長）
- フジテレビTWO ドラマ・アニメ≪有料CS≫[26]
  - 放送時間：17:50 - 23:00

第3戦（10月19日）
- テレビ埼玉（TVS）≪地上波、埼玉県ローカル≫[23]
  - 放送時間：18:00 - 21:30
- テレビ西日本≪地上波・フジテレビ系列、福岡県ローカル≫[27]
  - 放送時間：19:00 - 21:49
- BS朝日
  - 放送時間：18:00 - 21:00
- フジテレビTWO ドラマ・アニメ≪有料CS≫[26]
  - 放送時間：17:50 - 23:00

第4戦（10月20日）
- 九州朝日放送≪地上波・テレビ朝日系列、福岡県ローカル≫[29]
  - 放送時間：13:55 - 17:30
- NHK BS1[30]
  - 放送時間：14:00 - 17:30（マルチ編成を実施し、メインチャンネル〈101ch〉で放送）
- フジテレビTWO ドラマ・アニメ≪有料CS≫[26]
  - 放送時間：13:50 - 19:00

第5戦（10月21日）
- TVQ九州放送≪地上波・テレビ東京系列、福岡県ローカル≫[29]
  - 放送時間：12:30 - 16:00（16:00以降は後続番組との2画面放送。）
- NHK BS1[31]
  - 放送時間：13:00 - 16:30（マルチ編成を実施し、メインチャンネル〈101ch〉で放送）
- フジテレビTWO ドラマ・アニメ≪有料CS≫[26]
  - 放送時間：12:50 - 18:00

打ち切りとなった試合
第6戦（10月22日）が実施されていた場合、NHKBS1、九州朝日放送≪地上波・テレビ朝日系列、福岡県ローカル≫とフジテレビTWO ドラマ・アニメ≪有料CS≫で放送が予定されていた。

### ラジオ放送

#### ファーストステージ放送日程
NHKラジオ第1放送（九州・沖縄地方及び北海道地方のみ）ならびに、ファイターズの地元・北海道の北海道放送・STVラジオ、ホークスの地元・福岡のRKB毎日放送・九州朝日放送、及びニッポン放送（第3戦のみ。当初は「セ・リーグクライマックスシリーズファーストステージ 東京ヤクルト×巨人」を中継予定だったが、第2戦で巨人のファイナルステージ進出が決定したため、本試合に差し替え）で中継。
第1戦（10月13日）
- NHKラジオ第1放送（九州・沖縄地方及び北海道地方のみ）[33][34]
  - 放送時間：13:05 - 17:00
- RKB毎日放送[35]
  - 放送時間：12:54 - 16:59
- 北海道放送（敵地乗り込みの自社制作で放送）[33]
  - 放送時間：12:50 - 16:00
- 九州朝日放送・STVラジオ[33][36]
  - 放送時間：12:55 - 16:00

第2戦（10月14日）
- NHKラジオ第1放送（九州・沖縄地方及び北海道地方のみ）[34]
  - 放送時間：13:05 - 17:00
- RKB毎日放送[35]
  - 放送時間：12:54 - 15:29
- 北海道放送（敵地乗り込みの自社制作で放送）[37]
  - 放送時間：12:50 - 16:00
- 九州朝日放送・STVラジオ[38]
  - 放送時間：12:55 - 16:00

第3戦(10月15日)
- NHKラジオ第1放送（九州・沖縄地方及び北海道地方のみ）[34]
  - 放送時間：18:00 - 21:55[39][注 1]
- RKB毎日放送[35]
  - 放送時間：17:48 - 20:29
- 北海道放送（敵地乗り込みの自社制作で放送）[39]
  - 放送時間：17:57 - 21:00
- 九州朝日放送・STVラジオ[39][36]
  - 放送時間：17:55 - 21:00
- ニッポン放送（乗り込みの自社制作で放送）
  - 放送時間：17:40 - 21:50

#### ファイナルステージ放送日程
ホークスの地元である福岡県を放送対象地域とするラジオ局2局（RKB毎日放送、九州朝日放送）共に敵地に乗り込んで自社制作で中継。また、NHKラジオ第1では第3戦を福岡放送局管内（九州・沖縄地方）で、第4・5戦は全国で放送した（九州・沖縄以外は当初「クライマックスセファイナルステージ・広島×巨人」を中継予定だったが、広島の優勝が第3戦で決定したため、以後パのファイナルステージの全国放送に変更）。
更に同じく第3戦までクライマックスセファイナルステージを放送していたニッポン放送も同様の理由に伴い、第4・5戦予定分をこの試合に切り替えて放送。一方、レギュラーシーズンの平日にライオンズ戦を中継し、例年ライオンズ出場の有無に関わらずクライマックスシリーズの中継を行っていた文化放送は今大会の中継は行わなかった。
第1戦（10月17日）
- RKB毎日放送
  - 放送時間：17:48 - 20:29
- 九州朝日放送
  - 放送時間：17:55 - 21:45

第2戦（10月18日）
- RKB毎日放送
  - 放送時間：17:48 - 20:29
- 九州朝日放送
  - 放送時間：17:55 - 21:45

第3戦（10月19日）
- RKB毎日放送
  - 放送時間：17:48 - 20:29
- 九州朝日放送
  - 放送時間：17:55 - 21:45
- NHKラジオ第一(九州・沖縄地方ローカル)
  - 放送時間：18:05 -

第4戦（10月20日）
- RKB毎日放送
  - 放送時間：13:54 - 15:59
- 九州朝日放送
  - 放送時間：13:55 - 17:00
- ニッポン放送
  - 放送時間：14:00 - 17:50
- NHKラジオ第一(全国放送)
  - 放送時間：14:05 -

第5戦（10月21日）
- RKB毎日放送
  - 放送時間：12:54 - 15:29
- 九州朝日放送
  - 放送時間：12:55 - 16:00
- ニッポン放送
  - 放送時間：13:00 - 16:45[注 2]
- NHKラジオ第一(全国放送)
  - 放送時間：13:05 -

打ち切りとなった試合
第6戦（10月22日）が実施された場合にはRKB毎日放送と九州朝日放送、NHKラジオ第一(全国放送)、ニッポン放送で放送される予定だった。

### ネット配信
ファースト・ファイナルステージともにパ・リーグTV、DAZN、Rakuten TVなどで配信。ファイナルステージのみフジテレビTWOsmart、文化放送ライオンズナイター・インターネットライブでも配信。